# Gilbert de Terssac
 (janvier 2021).
La mise en forme du texte ne suit pas les recommandations de Wikipédia : il faut le « wikifier ».
Les points d'amélioration suivants sont les cas les plus fréquents :
- Les titres sont pré-formatés par le logiciel. Ils ne sont ni en capitales, ni en gras.
- Le texte ne doit pas être écrit en capitales (les noms de famille non plus), ni en gras, ni en italique, ni en « petit »…
- Le gras n'est utilisé que pour surligner le titre de l'article dans l'introduction, une seule fois.
- L'italique est rarement utilisé : mots en langue étrangère, titres d'œuvres, noms de bateaux, etc.
- Les citations ne sont pas en italique mais en corps de texte normal. Elles sont entourées par des guillemets français : « et ».
- Les listes à puces sont à éviter, des paragraphes rédigés étant largement préférés. Les tableaux sont à réserver à la présentation de données structurées (résultats, etc.).
- Les appels de note de bas de page (petits chiffres en exposant, introduits par l'outil «  Source ») sont à placer entre la fin de phrase et le point final[comme ça].
- Les liens internes (vers d'autres articles de Wikipédia) sont à choisir avec parcimonie. Créez des liens vers des articles approfondissant le sujet. Les termes génériques sans rapport avec le sujet sont à éviter, ainsi que les répétitions de liens vers un même terme.
- Les liens externes sont à placer uniquement dans une section « Liens externes », à la fin de l'article. Ces liens sont à choisir avec parcimonie suivant les règles définies. Si un lien sert de source à l'article, son insertion dans le texte est à faire par les notes de bas de page.
- La présentation des références doit suivre les conventions bibliographiques. Il est recommandé d'utiliser les modèles {{Ouvrage}}, {{Chapitre}}, {{Article}}, {{Lien web}} et/ou {{Bibliographie}}. Le mode d'édition visuel peut mettre en forme automatiquement les références.
- Insérer une infobox (cadre d'informations à droite) n'est pas obligatoire pour parachever la mise en page.

Pour une aide détaillée, merci de consulter Aide:Wikification.
Si vous pensez que ces points ont été résolus, vous pouvez retirer ce bandeau et améliorer la mise en forme d'un autre article.
Gilbert de Terssac est un sociologue français spécialiste des questions de travail, d'organisation et de régulations sociales. Il est directeur de recherche au CNRS.

## Parcours et thématiques de recherche
Après une formation en psycho-sociologie et en ergonomie, il rédige, sous la direction de Jean Daniel Reynaud, une thèse de doctorat d'État es-Lettre (sociologie), intitulée "Travail et autonomie : division du travail et régulations sociales" soutenue en 1990, à l'institut d'études politique (Paris). En 1994, il fonde avec Jean Yves Nevers, le Centre d’Étude et de Recherche : Travail, Organisation, Pouvoir (CERTOP), une Unité Mixte de Recherche du CNRS et de l'Université Toulouse Le Mirail. Il en devient le directeur en 2002.
Il exerce des responsabilités institutionnelles au sein de l’Institut de Culture et de Sécurité Industrielle (secrétaire depuis 2006, représentant le CNRS) et de la FONCSI (Fondation sur la Culture et Sécurité Industrielle, membre du conseil scientifique).
Ses recherches portent sur "les malaises dans l’organisation liés à des dérapages organisationnels entraînant une dégradation des situations professionnelles et pouvant détériorer la santé en l’absence d’accompagnement ou de prévention". Son travail théorique le conduit à approfondir et à renouveler la Théorie de la Régulation Sociale de Jean Daniel Reynaud à partir de la formalisation de ses recherches sur le « Travail d’Organisation » et ses dérèglements.
Après l'explosion de l'usine AZF survenue le 21 septembre 2011 à Toulouse, il s'investit dans l'analyse et la gestion des risques industriels, et participe à la mise en place de l'Institut pour une Culture de Sécurité Industrielle (ICSI).
Son influence déborde largement le cadre de la sociologie et s'étend aux sciences de la communication et du management.

## Publications

### Ouvrages
- De Terssac G, Truong A.Q., Catlla M. (sous dir.), 2014, Viêt-Nam en transitions, Lyon, Editions ENS, coll. De l’Orient à l’Occident, 295 p.
- De Terssac, G. (2003). La théorie de la régulation sociale: repères pour un débat. La théorie de la régulation sociale de Jean-Daniel Reynaud, La découverte.
- De Terssac G, 2013, Malaise dans l’organisation; Toulouse Erès.
- De Terssac G., Mignard J. (2011). Les paradoxes de la sécurité : le cas d’AZF. Paris : PUF Coll Le travail humain, 254 p.
- Queinnec C, Teiger C., De Terssac G., 2009, Repères pour négocier le travail posté, Toulouse, Octarès (1re Ed 1985, 2e Ed 1992)
- De Terssac G., Erhard Friedberg, (s/d), 2008, Coopération et conception, Toulouse, Octarès (1re Ed 1998/2002)
- De Terssac G, Gaillard I., (s/d), 2008, La catastrophe d’AZF : l’apport des sciences humaines et sociales., Paris Lavoisier

### Coordination d’ouvrages
- De Terssac G, An Quoc Truong, Catlla M (2013), (s/d), Comprendre les transitions au Vietnam : l’apport des Sciences Humaines et Sociales, Presses de l’ENS Lyon, Coll. "De l’Orient à l’Occident" dirigée par L. Roulleau-Berger (Accepté attestation)
- De Terssac G, Boissieres I, Gaillard I (s/d), 2009, La sécurité en action. Toulouse : Octarès, Coll MSH-T
- MG Suraud, Blain MP, de Terssac G, (s/d), 2009, Risques industriels : quelle ouverture publique ? Octarès, Coll MSH-T.
- De Terssac G, Gaillard I, (s/d), 2008, La catastrophe d’AZF : l’apport des Sciences Humaines et Sociales, Paris : Lavoisier
- De Terssac G, Saint-Martin C, Thébault C, (s/d), 2008, La précarité : une relation entre travail, organisation et santé. Toulouse : Octarès, Coll MSH-T.

### Articles
- De Terssac, 2013, De la sécurité affichée à la sécurité effective : l’invention de règles d’usage, Revue Gérer et Comprendre, no 111, mars, 25-35.
- De Terssac G, 2013, Malaises organisationnels et santé, Nouvelle Revue du Travail, no 3.
- De Terssac G, 2013d, Création de petites entreprises au Vietnam : bricolage ou décollage ? Revue Autre Part IRD.
- De Terssac G., Yanga Ngary B., 2013, "Temps de l’administration et temps des entrepreneurs au Gabon: conflits et régulations", Revue SociologieS.
- De Terssac, G, Gaillard I, (2013), Compétences organisationnelles et santé, Sociologies Pratiques, no 26, Santé et travail : déjouer les risques ? Entretien, 12-16.
- De Terssac G, 2012, Le client : coproducteur de l’organisation ? Revue Sciences de la Société,  (ISSN 1168-1446), no 82, 127- 141.
- De Terssac G, 2012, Réflexions sur une recherche conjointe et écriture à deux sur la catastrophe d’AZF, Revue Sociologie Pratique, Presses de Sciences Po,  (ISSN 1295-9278) en ligne 2104-3787, vol 2, no 25, 119- 129.
- De Terssac, 2012, La théorie de la régulation sociale : repères introductifs. Revue Interventions Economiques, Montréal, Québec, 45, 1-16. (Revue électronique URL/ www://interventionseconomiques.revues.org/1476; mis en ligne 1er mai 2012)

### Chapitres d’ouvrage
- De Terssac, 2014, Fonction publique territoriale, in Dictionnaire encyclopédique des risques psycho-sociaux, (s/d) Philippe Zawieja et Franck Guarnieri, Paris, Seuil.
- De Terssac, 2014, Malaise organisationnels et risques psychosociaux, In Dictionnaire encyclopédique des Risques psychosociaux sous la direction de Philippe Zawieja et Franck Guarnieri (MINES ParisTech), 2013, Paris, Seuil.
- De Terssac G, 2013, Sécurité réglée, sécurité en action. In F Hubault, (s/d), Persistances et évolutions: les nouveaux contours de l’ergonomie. Toulouse: Octares
- De Terssac G, 2013, Travail d’organisation, règle et sécurité, In Lalanne L, Besccera S et Weisbein (s/d), Risque et société, Toulouse, Octarès.
- De Terssac G, An Quoc Truong, (2013), Les étudiants face à l’emploi : un travail d’organisation. In de Terssac G, Catlla M, Rruong An Quoc, (s/d), Comprendre les transitions au Vietnam : l’apport des Sciences Humaines et Sociales, Presses de l’ENS Lyon, Coll. "De l’Orient à l’Occident" dirigée par L. Roulleau-Berger.
- De Terssac G, An Quoc Truong, Catlla M (2013), Les transitions au Vietnam : de quoi parle-t-on ? In de Terssac et alii, (s/d), Comprendre les transitions au Vietnam : l’apport des Sciences Humaines et Sociales, Presses de l’ENS Lyon, Coll. "De l’Orient à l’Occident" dirigée par L. Roulleau-Berger.
- De Terssac G, Gaillard I, 2013, Restructurations : des risques psychosociaux aux risques socio- organisationnels : un cas de la fonction publique, in Le Deist F, (s/d), Santé au travail et restructuration. Toulouse : Octares, ch V p. 93 - 105
- Gaillard I, de Terssac G (2013), Risques psychosociaux et organisationnels: quel rôle du CHSCT ? In Aballéa F, Mias A (s/d), Organisation, gestion productive et santé au travail, Toulouse : Octarès, 57-72.
- De Terssac G, 2012, Autonomie dans le travail, in Bevort A., Jobert A., Lallement M., Mias A., (s/d), Dictionnaire du travail, Paris : PUF, coll Quadrige, 47-53.
- De Terssac G, 2011a, La théorie du travail d’organisation, in B. Maggi (s/d), Interpréter l'agir: un défi théorique. Paris : PUF, 97-121
- De Terssac G, 2011b, Teoria del lavoro d’organizzazione, In B Maggi Interpretare l’agire: una sfida teorica, a cura di Bruno Maggi, Carocci, Roma, 89-108, (edizione italiana di Interpréter l’agir: un défi théorique, PUF, Paris 2011)

## Distinctions
- Le Prix Paul Biro de MINES ParisTech[5].
- La Médaille d’honneur du CNRS[1].
- Le titre de Docteur Honoris causa de l’Université des Sciences Sociales et Humaines de Hanoï (Vietnam)[6],[7].